# Asker
Asker est une commune norvégienne du comté d'Akershus située dans la banlieue d'Oslo.

## Description
La municipalité d'Asker borde le Drammensfjord et le fond de l'Oslofjord. Depuis 2020, elle comprend aussi les anciennes municipalités de Røyken et Hurum. Son centre administratif est la ville d'Asker.
Elle héberge en son sein l'ancien hôpital psychiatrique de Dikemark.

## Localités
- Asker (centre)
- Bjerkås
- Holmen (Asker)
- Dikemark
- Vollen (Asker)
- Heggedal
- Slemmestad
- Bødalen (Asker)
- Nærsnes
- Åros
- Sætre (Asker)
- Storsand
- Filtvet
- Holmsbu
- Verket
- Klokkarstua
- Hyggen
- Tofte
- Røyken (village)
- Spikkestad

## Îles
- Bjerkøya
- Brønnøya
- Geitungsholmen
- Gråøya
- Høyerholmen
- Konglungen
- Langåra
- Mølen
- Ramtonholmen
- Ranvikholmen
- Skaueren
- Spannslokket
- Storskjær
- Sundbyholmene
- Tofteholmen

## Lieux et monuments
- Résidence royale de Skaugum.
- Lac de Semsvannet (en), zone naturelle protégée et espace de loisirs.

## Jumelages
La ville d'Asker est jumelée avec :
- Rudersdal (Danemark) ;
- Eslöv (Suède) ;
- Garðabær (municipalité) (Islande) ;
- Jakobstad (Finlande) ;
- Mapo-gu (Corée du Sud).

## Climat
| Normaler pour Asker (163 m.) | Jan  | Fev  | Mar  | Avr | Mai | Juin | Juil | Aoû  | Sep  | Oct | Nov | Dec  | Année |
| ---------------------------- | ---- | ---- | ---- | --- | --- | ---- | ---- | ---- | ---- | --- | --- | ---- | ----- |
| Température moyenne (°C)     | −4,7 | −4,6 | −0,9 | 3,5 | 9,9 | 14,6 | 15,9 | 14,7 | 10,5 | 5,9 | 0,4 | −3,2 | 5,2   |
| Pluviométrie (mm)            | 64   | 52   | 62   | 50  | 66  | 72   | 90   | 106  | 102  | 111 | 99  | 66   | 940   |